# وقتی زنجره‌ها شیهه می‌کشند
وقتی زنجره‌ها شیهه می‌کشند نمایشی نوشته محمود خسروپرست در سال ۱۳۹۲ است که در بهمن و اسفند سال ۱۳۹۴ به کارگردانی شادی اسدپور در تماشاخانه مهرِ حوزه هنری به روی صحنه رفت. این نمایش در هفدهمین جشنواره بین‌المللی تئاتر دانشگاهی ایران برگزیده‌ی جایزه‌ی استاد اکبر رادی شد
و به مرحله نهایی هشتمین دوره انتخاب آثار برتر ادبیات نمایشی ایران راه یافت.
این نمایشنامه در سال ۱۳۹۵ توسط نشر بوتیمار چاپ شد.
شادی اسدپور در کارگردانی این نمایش با تلفیق همزمان عروسک، ماسک و بازیگر، نمایش وقتی زنجره‌ها شیهه می‌کشند را کارگردانی کرده‌است.

## پی‌رنگ
این اثر نمایشی حکایت آخرین بازمانده‌های قاجار است. زنی به نام عمه خانم که با احتشام خان که یک معلول است و توان صحبت کردن ندارد، زندگی می‌کند. این زن برای ادامه زندگی و بقای نسل قاجار تصمیم می‌گیرد پرستاری به نام لیلا را وارد عمارت کند تا از طریق او نسل آنها بتواند ادامه پیدا کند. لیلا نماینده ای از دنیای امروز است و به تدریج او هم شبیه آدم‌های خانه می‌شود و جایگاه عمه خانم را تصاحب می‌کند.

## عوامل
- کارگردان:شادی اسدپور
- نویسنده: محمود خسروپرست
- بازیگران: رهام بیگ لو، محمد رخشانفر، میلاد یارمحمدی، نسترن باقری، شهرزاد حسین پور، نوشین آلباد، مرجان زارعی
- تهیه و تولید: موسسه هنری آرتا
- طراح گرافیک: سینا(محمد)افشار
- امور رسانه ای: مهدی(آرش)رزمجو[۸]

## درباره نمایش
محمود خسروپرست درباره زمان داستان نمایشنامه می‌گوید تلفیقی است میان دو دوره‌ی قاجار و زمانه‌ی اکنون که این افتراق خود، کنشِ اصلی نمایشنامه را می‌سازد. خسرو پرست معتقد است برای درک و دریافت هرگونه کنش اجتماعی و فرهنگی باید ریشه و گذشته‌ی آن رخداد و جامعه را سرآغاز جستجو قرار داد و به همین دلیل این زمانه را انتخاب کرده است.
به گفته شادی اسدپور، فضای این نمایش واقعی نیست و زمان مشخصی را مطرح نمی‌کند. در این نمایش شاهد فانتزی در زمان هستیم به شکلی که عمه خانم و احتشام را می‌توان به نوعی بازماندگان ایل قاجار در دنیای امروز به حساب آورد که برای بقا مبارزه می‌کنند. این دو همچنان با ادبیات و لباس‌های آن دوران زندگی می‌کنند اما لیلا از دنیای امروز وارد خانه آنها می‌شود. همچنین در این خانه افرادی زندگی می‌کنند که در اصل مرده‌اند و فقط عمه خانم و احتشام قادر به دیدن آنها هستند. در این نمایش لیلا تنها بازیگری است که بدون ماسک بازی می‌کند بقیه شخصیت‌ها یا عروسک‌های غول پیکر در ابعاد انسانی هستند یا بازیگرانی که از ماسک استفاده می‌کنند.
اسدپور می گوید لیلا به عنوان پرستاری که وارد این عمارت می‌شود در واقع بازیگری است که وارد ترکیبی از دنیای ماسک و عروسک می‌شود. او کسی است که از زمان اکنون وارد آن دوره می‌شود بنابراین ما در اینجا با نوعی تداخل زمانی مواجه هستیم.
نگاه حرفه ای عوامل به اجزای تئاتر، مانند طراحی صحنه، طراحی لباس و موسیقی اختصاصی، این نمایش را از دیگر نمایش ها و پرفورمنس های دانشجویی متمایز می کرد. تمهیدات کارگردان برای ایجاد فضای تعلیق آمیز در بطن قصه، از ویژگی‌های مثبت این نمایش بود.
زهره بهروزی نیا  مدرس دانشگاه هنر (دانشکده سینما و تئاتر) شیوه کارگردانی نمایش را ریسک‌پذیر دانسته و گفته: «لازمه کار خلاقه، جسارت است. معتقدم کارگردانان باید قابلیت‌های گسترده نمایش عروسکی را مورد پژوهش قرار دهند تا با آشنایی بر ابعاد مختلف آن بتوانند از این‌گونه نمایشی به‌درستی بهره بگیرند… استفاده از متن‌های غیر عروسکی و تبدیل آن به ساختار اجرایی عروسکی در ایران هنوز جا نیفتاده است؛ چراکه در نگاه عمومی به تئاتر عروسکی، نمایشی برای کودکان و نوجوانان تعبیر می‌شود؛ درصورتی‌که اصلاً این‌طور نیست.» وی همچنین گفته‌است: «بسیاری از آثار ادبی جهان به شیوه تئاتر عروسکی بر صحنه‌های تئاتر رفته‌اند و همواره با استقبال مخاطبان روبه‌رو بوده‌اند؛ ولی ما در تئاترمان هنوز با تئاتر عروسکی زاویه داریم و آن را آن طور که شایسته‌است جدی نمی‌گیریم… وقتی زنجره‌ها شیهه می‌کشند یک نمونه موفق از اجرای عروسکی متنی غیر عروسکی است. نگاه حرفه‌ای کارگردان در طول تولید این نمایش آن را چند گام از تئاتر دانشجویی دور و به تئاتر حرفه‌ای نزدیک کرده‌است.»
اسدپور در زمینه ایده ترکیب نمایش بازیگر و عروسک در این نمایش گفته‌است: «دوست داشتم اگر قرار است در نمایشی از حضور عروسک‌ها بهره ببرم، متنی را انتخاب کنم که اتفاقاً ویژهٔ عروسک‌ها نوشته نشده باشد. در واقع می‌خواستم فضای عروسکی مورد نظر خودم را القا کنم.»

## جایزه‌ها و افتخارات
- کسب جایزه استاد اکبر رادی (بخش مسابقه نمایشنامه نویسی) در هفدهمین جشنواره بین‌المللی تئاتر دانشگاهی ایران برای نمایشنامه وقتی زنجره‌ها شیهه می‌کشند[۱]
- برنده جایزه دوسالانه بین‌المللی پوستر تئاتر ژشوف لهستان برای طراحی پوستر (اثر محمد افشار)[۱۳]
- نمایشنامه راه یافته به مرحله نهایی هشتمین دوره انتخاب آثار برتر ادبیات نمایشی ایران[۲]